# Еберхард III фон Ербах
Еберхард III фон Ербах (на немски: Eberhard III von Erbach; * пр. 1251; † 21 юли 1269) е наследствен шенк на Ербах и 1251 г. господар на Райхенберг в Райхелсхайм в Оденвалд.

## Произход
Той е син на Филип фон Ербах (* пр. 1223; † 1245/1251), министър на пфалцграфа при Рейн и съпругата му. Внук е на Герхард I фон Ербах († 1223 († 13 май 1223), шенк на крал Хайнрих VI (1196 – 1221). Брат е на шенк Конрад I фон Ербах († сл. 1291) и Герхард II фон Ербах († пр. 1255).
Малко след 1200 г. територията около Райхелсхайм и замъкът принадлежи на шенките фон Ербах. През 1270 г. Ербахите правят първата подялба, от която се създават трите линии:
- Стара линия Ербах-Ербах (до 1503)
- Средна линия Ербах-Райхенберг (Фюрстенау)
- Млада линия Ербах-Михелщат (до 1531)

## Фамилия
Еберхард III фон Ербах се жени за Анна фон Бикенбах († 1255/сл. 1269), дъщеря на Готфрид I фон Бикенбах († 1245) и Агнес фон Даун († 1254). Те имат четири деца:
- Конрад II фон Ербах (* пр. 1269; † 16 май 1279/пр. 1320), шенк на Ербах, женен за Гертрудис фон Цигенхайн († 15 януари 1279), дъщеря на граф Бертхолд I фон Цигенхайн и Нида († 1258) и Айлика фон Текленбург († 1286)
- Йохан I фон Ербах в Райхенберг (* пр. 1273; † 9 юни 1296), шенк на Ербах в Райхенберг, женен за графиня Анна фон Ринек († 27 август 1306)
- Хайнрих († сл. 1278), монах в Шьонау
- Еберхард IV фон Ербах (+ 22 април 1312), шенк на Ербах в Михелщат, женен сл. 1259 г. за Юта фон Вайнсберг (+ сл. 1259), дъщеря на Конрад II фон Вайнсберг (+ 1264) и Ирменгард фон Мюнценберг